# Silnice III/2909
Silnice III/2909 je pozemní komunikace ve Frýdlantském výběžku Libereckého kraje na severu České republiky. Spojuje město Raspenava se silnicí II/291.

## Popis
Začíná u domu číslo popisné 503 a pokračuje odtud jako Novoměstská ulice severním směrem. Postupně křižuje Příčnou ulici, následně mostem přechází řeku Smědou a za ní křižuje ulici Luhovou. Po opuštění města tvoří západní hranici přírodního parku Peklo. Komunikace končí na průsečné křižovatce (čtyřramenné) se silnicí II/291, která do křižovatky vstupuje od západu a od východu, spolu se silnicí číslo III/2912, jež z křižovatky pokračuje dále severním směrem ke Krásnému Lesu. Na křižovatce vedle křížku stojí též památný strom lípy malolisté pojmenovaný Lípy na křižovatce.